# Етноекологія
Етноекологія — це наукова дисципліна, яка вивчає взаємовідносини людини з навколишнім світом і уявлення про неї в рамках традиційної культури, а також вплив на сучасні взаємини з природою в цілому. Етноекологія має на меті зрозуміти, як ми, як люди, взаємодіємо з навколишнім середовищем і як ці складні відносини змінюють як природу, так і культуру. Основними напрямами вивчення даної науки є виявлення і пропаганда традицій неруйнівного природокористування та виявлення культурно обумовлених причин природоруйнівної поведінки людини і можливі методи її корекції.

## Історія
Конклін вважається автором терміна «етноекологія», створивши його в 1954 році.